# تالار امپایر لیورپول

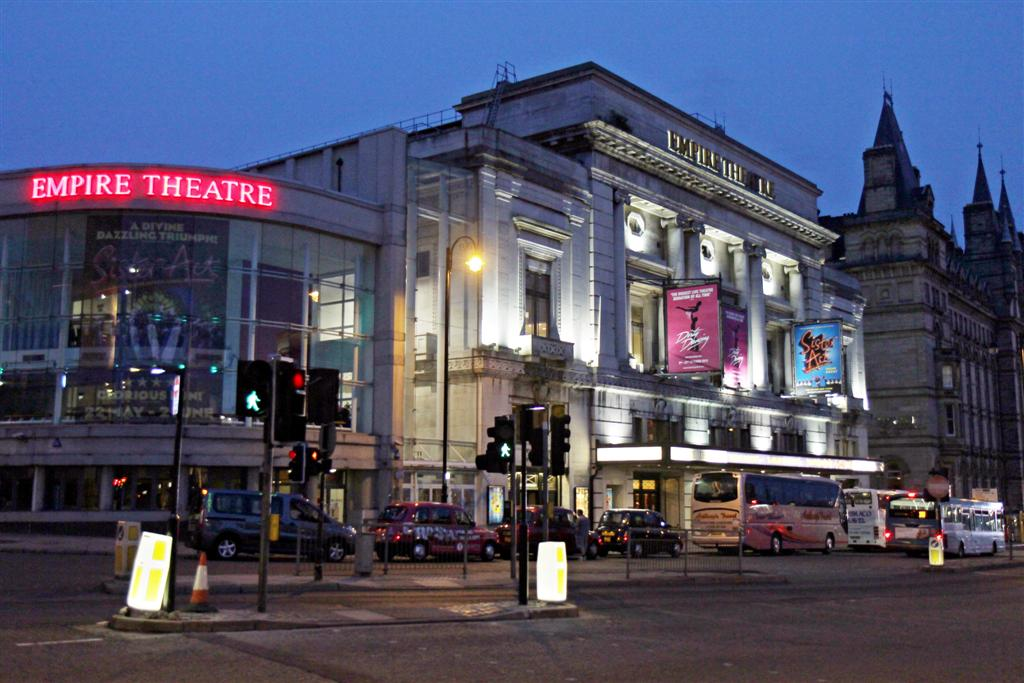
نمایی بیرونی از تالار امپایر

تالار امپایر لیورپول (به انگلیسی: Liverpool Empire Theatre) سالنی چندمنظوره برای اجرای نمایش‌های باله، اپرا، تئاتر و کنسرت‌های موسیقی است. تالار امپایر لیورپول در خیابان ویلیام براون لیورپول، انگلستان واقع شده‌است.
آخرین کنسرتِ گروه راک بیتلز در ۵ دسامبر ۱۹۶۵، در تالار امپایر اجرا شد.